# Frälsarkransen

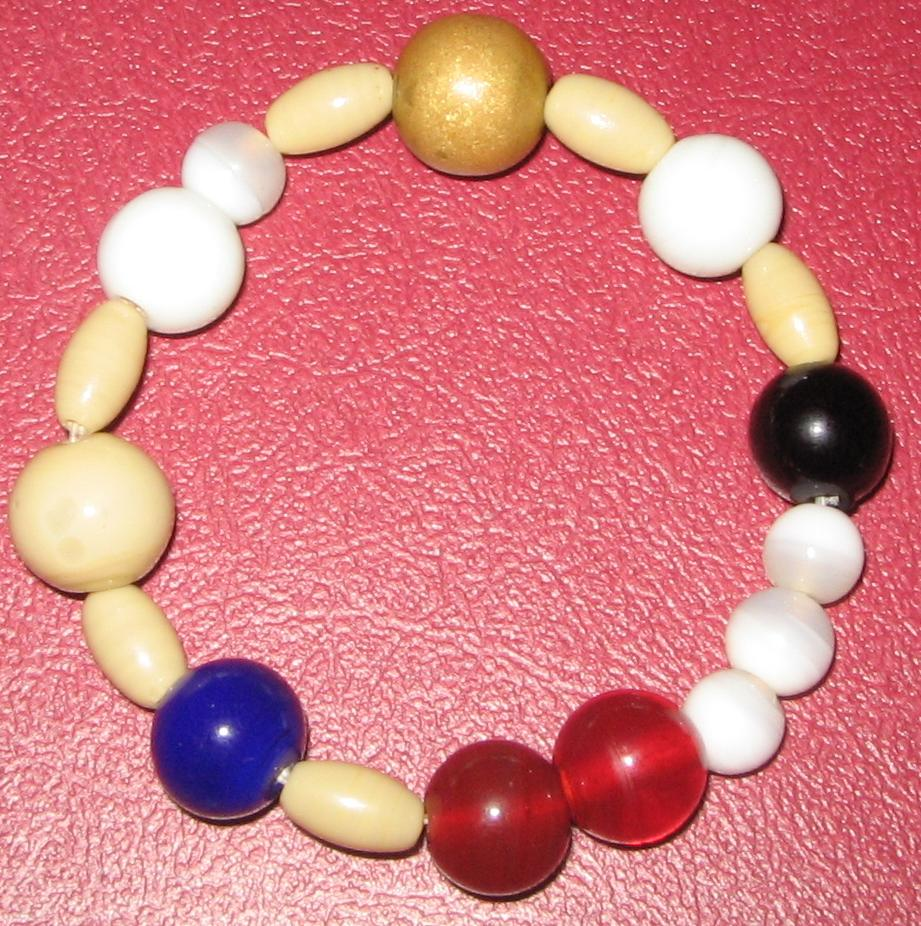
Frälsarkransen

Frälsarkransen är ett armband som har introducerats av Martin Lönnebo, med tio olika glaspärlor symboliserande skilda aspekter av den kristna tron.
Frälsarkransen bärs av många kristna i synnerhet i Sverige. Drottningen syns ofta med frälsarkransen runt handleden.

## Tillkomst

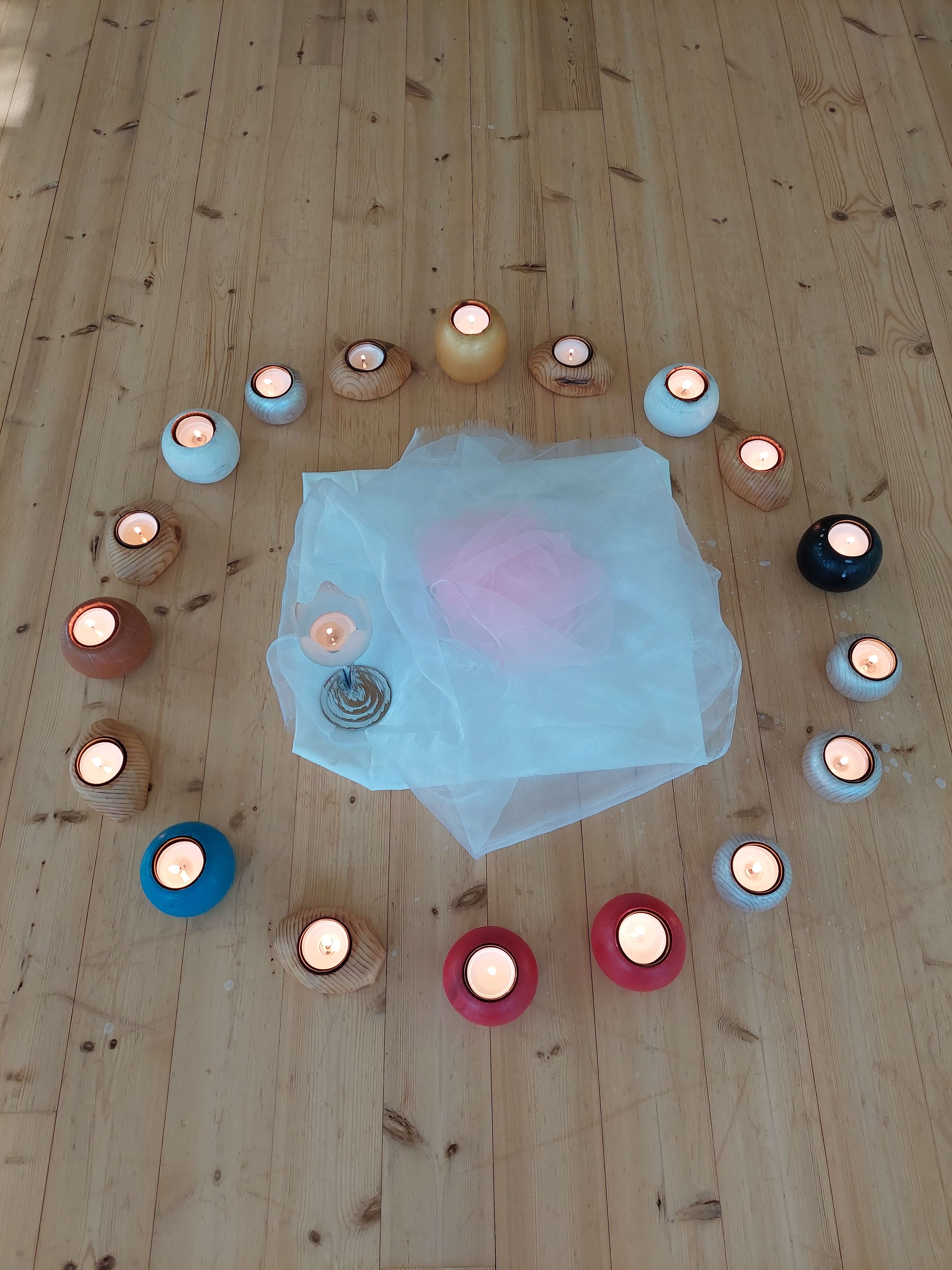
Frälsarkrans av värmeljus

Frälsarkransen skapades 1996. Martin Lönnebo hade då nyligen pensionerats från sin tjänst som biskop i Linköpings stift och var på semester i Grekland, där han blev strandsatt på en liten ö under ett stormoväder. Han fick då idén till Frälsarkransen.
Syftet med Frälsarkransen är att hjälpa troende att koncentrera sig på bönen: olika böner och bönernas olika delar. Det har ibland påpekats att Frälsarkransen används som ett radband.[källa behövs] Tanken var dock inte att associera varje pärla med en specifik bön, som beträffande rosenkransbönen, utan att hjälpa den enskilde att fokusera på egna böner, snarare än att vara ett radband. Frälsarkransen används på olika sätt, till exempel som personlig hjälp till fördjupad bön och till en innerligare gudskontakt. Den används också i många kyrkors församlingsarbete för barn och vuxna.

## De olika pärlorna
Armbandets olika pärlor avser att föra tanken till olika ämnen och pärlorna har fått sina namn utifrån sina respektive funktioner.

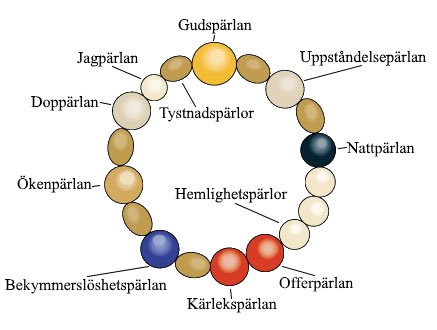

| Nr | Namn                      | Beskrivning |
| -- | ------------------------- | --- |
| 1  | Gudspärlan                | En guldfärgad pärla. Symboliserar Gud och är armbandets början och slut. |
| 2  | Tystnadspärlor            | Avlånga pärlor. Är menad att ge en stunds tystnad i den stressiga vardagen. |
| 3  | Jagpärlan                 | En liten vit pärla. Är menad att flytta medvetenheten av sig själv in i ett sammanhang där Gud finns.                                                                               |
| 4  | Doppärlan                 | En större vit pärla. Är menad att föra tankarna till pånyttfödelse och överlåtelse.                                                                                                 |
| 5  | Ökenpärlan                | En sandfärgad pärla. Är menad att påminna om prövningar och en strävan efter ett ”äkta” liv.                                                                                        |
| 6  | Bekymmerslöshetspärlan    | En blå pärla. Är menad att påminna om det eviga nuet, frihet och ett lätt sinne. |
| 7  | Kärlekspärlan/Offerpärlan | Två röda pärlor. Är menade att symbolisera två sorters kärlek. Kärleken man får och kärleken man ger, offrar.                                                                       |
| 8  | Hemlighetspärlor          | Tre små vita pärlor. Är menade att fyllas med personlig betydelse, hemligheter mellan individen och Gud. En av de tre har på senare tid bytts ut mot en grön. Den står för naturen. |
| 9  | Nattens pärla             | En svart pärla. Är menad att påminna om döden och livets kriser. |
| 10 | Uppståndelsepärlan        | En större vit pärla. Är menad att peka på livets förnyelse. Uppståndelsepärlan är även hoppets pärla.                                                                               |

### Bönen
Varje pärla har sin egen korta bön. Vid tystnadspärlorna kan man också bara sitta i tystnad.
- Gudspärlan - Du är gränslös, du är nära, du är ljus och jag är din
- Tystnadspärlor - I Guds tystnad får jag vara, ordlös, stilla, utan krav
- Jagpärlan - I Guds ögon är jag en vacker pärla
- Doppärlan - Du känner och omsluter mig med ömhet. Därför överlämnar jag mig åt Dig
- Ökenpärlan - Rena mig så jag blir ren. Hela mig så jag blir hel
- Bekymmerslöshetspärlan - Känn ingen oro, känn ingen ängslan, den som har Gud kan ingenting sakna
- Kärlekspärlan - Herre, såsom du mig älskar, ingen annan älska kan
- Offerpärlan - Gud, gör mig till en god människa
- Hemlighetspärlor - Gud, du vet. Glöm inte
- Nattpärlan - Jag andas ut min ensamhet, jag andas in att jag är din
- Uppståndelsepärlan - Här finns inga avstånd - här är närhet. Här finns ingen tid - här är evighet. Gud är allt, överallt[5]

## Frälsarkransen som konstverk
Via sacra är en konstnärlig tolkning i glas, sten och brons av Frälsarkransen, som invigdes i mars 2015. Det är ett konstverk som är infällt i golvet i Linköpings domkyrka Konstverket består av 18 glaspärlor och huggen text i arton 30x30 centimeter eller 40 x 40 centimeter stora stenkuber, som fällts in i golvet. Vandringen från pärla till pärla i kyrkan är 180 meter lång. Konstverket har utformats av Margareta Hennix.
Liknande tolkningar finns i flera andra kyrkor i Sverige.

## Bönens trädgård
Intill Kågedalens kyrka i Kusmark ligger Bönens trädgård, en böne- och meditationsträdgård inspirerad av Frälsarkransen. Trädgården består av växter som valts utifrån färg och innebörd av frälsarkransarmbandets pärlor. Trädgården invigdes officiellt i juli 2012.